# بوثلجه
بوثلجه (به عربی: بوثلجة) یک شهرداری در الجزایر است که در استان الطارف واقع شده‌است. بوثلجه ۱۵٬۲۷۵ نفر جمعیت دارد.